# Kadaru (Sprache)
Kadaru (auch Kadaro, Kadero, Kaderu, Kodoro, Kodhin, Kodhinniai) ist die Sprache des Volkes der Kadaru, das in den Nubabergen in Sudan ansässig ist und zu den als „Nuba“ bezeichneten Völkern zählt.
Die Sprache ist in die Dialekte Kadaru (Kodur), Kururu (Tagle), Kafir (Ka'e), Kurtala (Ngokra), Dabatna (Kaaral) und Kuldaji (Kendal) unterteilt, die jeweils von unterschiedlichen, auf die einzelnen Hügel der Kadaru-Hügel verteilten Clans gesprochen werden. Die Satzstellung im Kadaru ist Subjekt-Objekt-Verb (SOV).